# Nowa Pogorzel
Nowa Pogorzel (prononciation : [ˈnɔva pɔˈɡɔʐɛl]) est un village polonais de la gmina de Siennica dans le powiat de Mińsk de la voïvodie de Mazovie dans le centre-est de la Pologne.
Le village compte approximativement une population de 225 habitants en 2006.

## Histoire
De 1975 à 1998, le village appartenait administrativement à la voïvodie de Siedlce.